# Niżniaja Aleksandrowka
Niżniaja Aleksandrowka (ros. Нижняя Александровка) – wieś w Rosji, w Kraju Stawropolskim, w rejonie mineralnowodzkim. W 2010 liczyła 1588 mieszkańców.